# 40호실

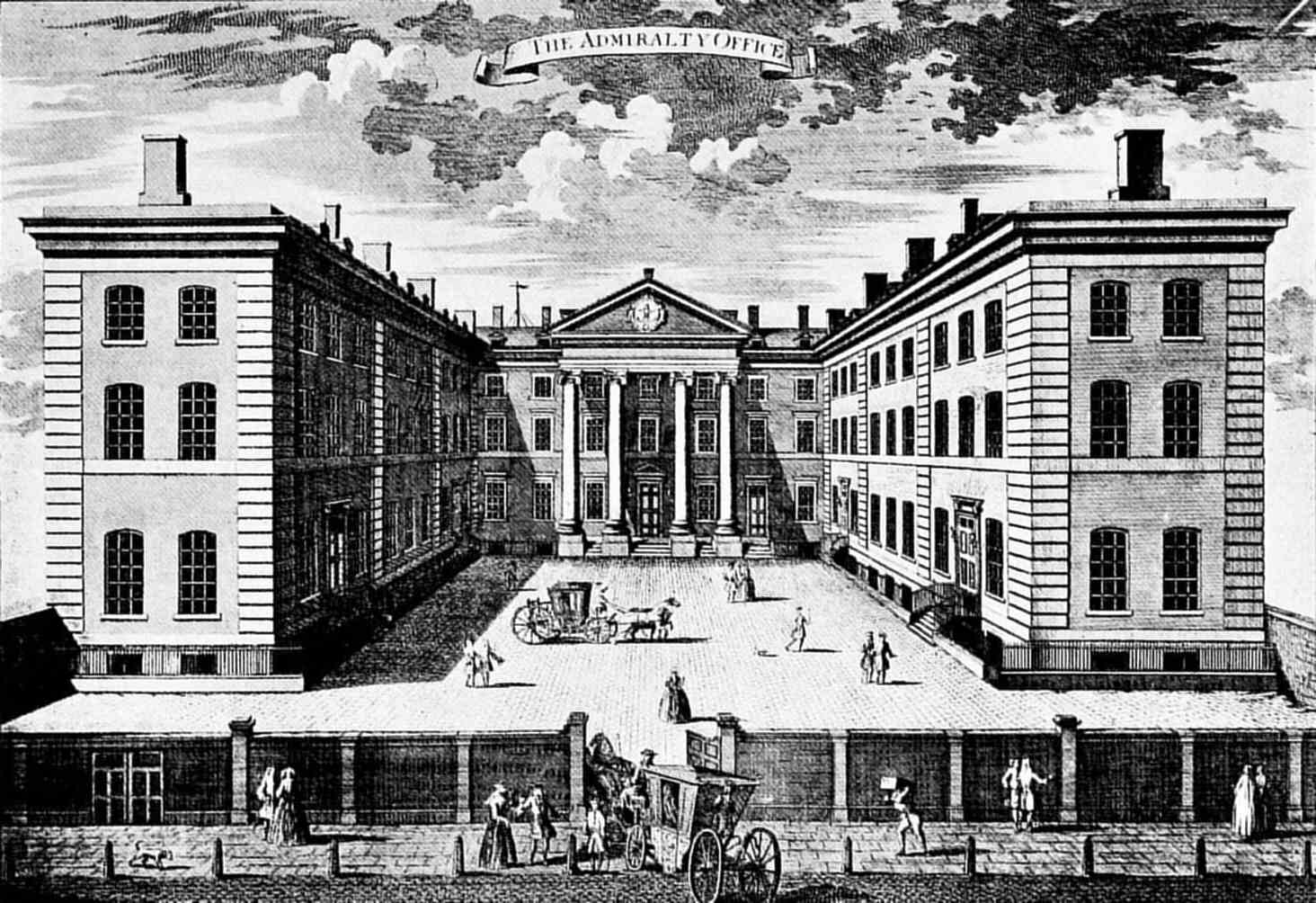

40호실(Room 40, NID25)은 제1차 세계 대전 당시 영국의 암호 해독반을 가리키는 암호명이다.

## 경과
40호실은 1914년에 창설되었다. 제1차 세계 대전의 발발과 동시에 영국은 독일의 해저 케이블을 끊어 버렸고, 독일은 어쩔 수 없이 모든 전문을 암호화하여 무선 통신으로 보내야 했다. 영국은 해저 케이블을 끊음과 동시에 독일의 무선 암호 통신을 방수하여 해독할 전담 부서를 창설하게 된다.

## 멤버
암호 해독반을 창설하고 지휘관을 맡은 자는 영국 해군 소장 헨리 올리버였지만, 실질적으로 팀을 이끈 사람은 제임스 알프레드 유잉이라는 스코틀랜드인이었다. 원래 물리학자였던 유잉은 전쟁 직전부터 암호학에 관심을 가지고 연구하고 있었다. 올리버 소장은 유잉에게 해군 통신부 소속 암호 전담반 설립을 맡아달라고 제안했고, 유잉이 이를 수락하여 팀을 꾸리게 됨으로써 설립된 것이 40호실이다.

## 이름의 유래
40호실이란 이름은 1914년 11월에 독일어를 할 줄 아는 젊은 해군 장교들을 끌어들임으로써 규모가 커지자 해군 사령부 내의 한 장소로 이사했는데, 그곳이 40호실이었기 때문에 붙은 이름이다. 1917년에 인원만 900여 명에 장비 또한 많이 늘어나서 40호실의 공간이 부족해지자 또 다른 장소로 이전했지만, 전쟁이 끝날 때까지 여전히 40호실로 불렸다. 이들 중에는 훗날 제2차 세계 대전 당시 암호 해독반인 블레츨리 파크의 일원이 되는 자도 있었다.

## 활동
40호실은 독일 순양함 마그데부르크 호가 좌초되었을 때 러시아군이 입수한 암호책을 비롯하여 독일의 무선 통신에 단서가 되는 모든 자료는 다 입수하였고, 1914년에 이미 상당한 암호문을 해독해내고 있었다. 그러나 역시 이들이 해독한 암호문 중에서 가장 유명한 것은 치머만 전보이었다.
참고로, 독일 해군은 전쟁이 끝날 때까지 자신들의 암호가 해독당하고 있다는 사실을 까마득히 몰랐고, 전후에 윈스턴 처칠의 회고록을 통해서 이 사실을 알게 된 후 도입한 것이 에니그마이다.

## 같이 보기
- 독일 순양함 SMS 마그데부르크
- 치머만 전보
- 첩보전